# 4227 Каалі
4227 Каалі (4227 Kaali) — астероїд головного поясу, відкритий 17 лютого 1942 року.
Тіссеранів параметр щодо Юпітера — 3,511. Названий на честь естонського метеоритного кратеру Каалі.